# Laphria dispar
Laphria dispar là một loài ruồi trong họ Asilidae. Laphria dispar được Coquillett miêu tả năm 1899.